# Paris Saint-Germain Football Club 1979-1980
Questa voce raccoglie le informazioni riguardanti il Paris Saint-Germain Football Club nelle competizioni ufficiali della stagione 1979-1980

## Stagione
Presentatosi ai nastri di partenza con una rosa sfoltita e rinnovata (furono ceduti, tra gli altri giocatori, i capocannonieri Bianchi e M'Pelé), il Paris Saint-Germain migliorò il proprio risultato in campionato giungendo al settimo posto, mentre in Coppa di Francia fu eliminato ai sedicesimi di finale.

## Organigramma societario
Area direttiva
- Presidente onorario:  Henri Patrelle
- Presidente:  Francis Borelli

Area tecnica
- Allenatore:  Velibor Vasović e  Pierre Alonzo, poi  Georges Peyroche

## Maglie e sponsor
Vengono reintrodotte le divise adottate nella stagione 1975-1976 (con bordi bianchi, prodotte dalla Le Coq Sportif e sponsorizzate RTL).
| Manica sinistra · Manica sinistra · Maglietta · Maglietta · Manica destra · Manica destra · Pantaloncini · Calzettoni |

## Rosa
| N. |                    | Ruolo | Calciatore          |
| -- | ------------------ | ----- | ------------------- |
|    | Francia (bandiera) | P     | Dominique Baratelli |
|    | Francia (bandiera) | P     | Denis Troch         |
|    | Francia (bandiera) | P     | Franck Merelle      |
|    | Francia (bandiera) | D     | Pierre Bajoc        |
|    | Francia (bandiera) | D     | Bernard Caron       |
|    | Francia (bandiera) | D     | Jean-Noël Huck      |
|    | Francia (bandiera) | D     | Philippe Col        |
|    | Francia (bandiera) | D     | Dominique Bathenay  |
|    | Francia (bandiera) | D     | Antoine Garceran    |
|    | Brasile (bandiera) | D     | Abel Braga          |
|    | Francia (bandiera) | D     | Thierry Morin       |
|    | Francia (bandiera) | D     | Éric Renaut         |
|    | Francia (bandiera) | D     | Jean-Marc Pilorget  |
|    | Francia (bandiera) | D     | Didier Toffolo      |

| N. |                       | Ruolo | Calciatore               |
| -- | --------------------- | ----- | ------------------------ |
|    | Francia (bandiera)    | C     | Laurent Lakière          |
|    | Francia (bandiera)    | C     | Jean-Claude Lemoult      |
|    | Portogallo (bandiera) | C     | João Alves               |
|    | Francia (bandiera)    | C     | Gilles Brisson           |
|    | Francia (bandiera)    | C     | Armando Bianchi          |
|    | Francia (bandiera)    | C     | Luis Miguel Fernández    |
|    | Algeria (bandiera)    | A     | Mustapha Dahleb          |
|    | Senegal (bandiera)    | A     | Saar Boubacar            |
|    | Francia (bandiera)    | A     | François Brisson         |
|    | Francia (bandiera)    | A     | Jean-François Beltramini |
|    | Francia (bandiera)    | A     | Patrick Grappin          |
|    | Francia (bandiera)    | A     | Gilles Cardinet          |
|    | Francia (bandiera)    | A     | Patrice Reverdy          |
|    | Francia (bandiera)    | A     | Bernard Bureau           |

## Statistiche

### Statistiche di squadra
| Competizione     | Punti | Totale | Totale | Totale | Totale | Totale | Totale | DR |
| Competizione     | Punti | G      | V      | N      | P      | Gf     | Gs     | DR |
| ---------------- | ----- | ------ | ------ | ------ | ------ | ------ | ------ | -- |
| Division 1       | 40    | 38     | 15     | 10     | 13     | 59     | 52     | +7 |
| Coppa di Francia | -     | 3      | 1      | 1      | 1      | 3      | 3      | 0  |
| Totale           |       | 41     | 16     | 11     | 14     | 62     | -48    |    |